# Digitální zpracování obrazu

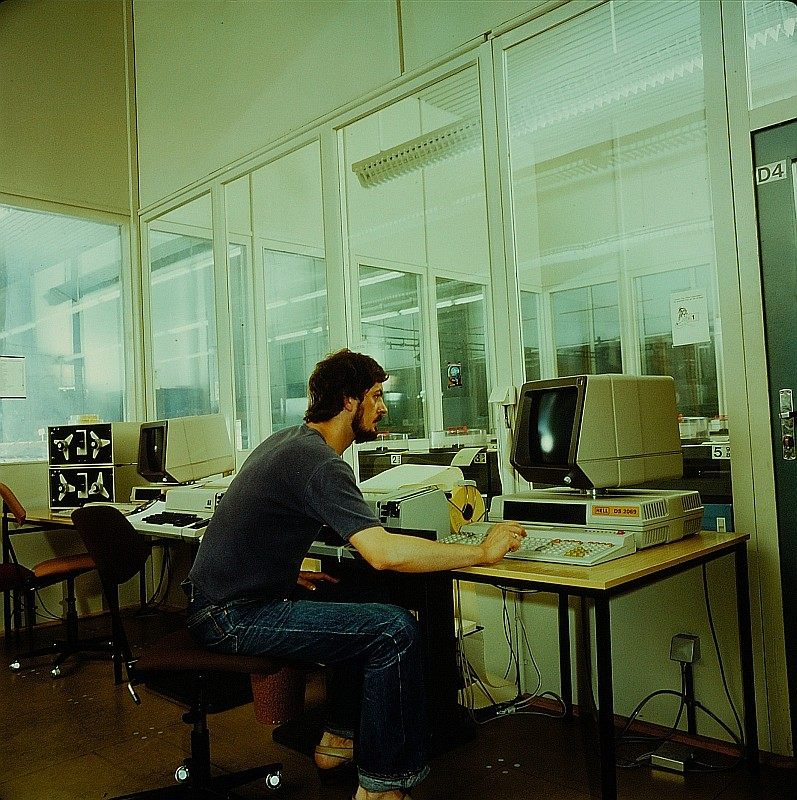
Specialista u počítače, 1983, archiv Deutsche Fotothek

Digitální zpracování obrazu je vědeckotechnická disciplína, která se zabývá zpracováním digitálních obrazových dat různého původu: data z kamery či fotoaparátu, data z ultrazvuku či jiných lékařských zobrazovacích technik a další dvojrozměrné signály.
Obor je podoborem digitálního zpracování signálu, protože se zabývá zpracováním 2D digitálních signálů.
V rámci oboru bylo vyvinuto značné množství obecnějších nebo speciálních algoritmů pro různé úlohy:

## Algoritmy
- Vylepšení obrazu
- Odstranění šumu
- Detekce hran
- Registrace obrazů
- PCA analýza a rozklad obrazů
- Segmentace obrazu
- Korespondence obrazů
- Detekce geometrických primitiv
  - např. Houghova transformace

## Oblasti využití
- Počítačové vidění
- Robotika
- Lékařská diagnostika